# Musculi interossei dorsales
De musculi interossei dorsales zijn vier spiertjes ter hoogte van de handrug, die een rol spelen bij de beweging van de vingers. Samen met de drie musculi interossei palmares, die aan de palmzijde van de hand zitten, vormen ze de musculi interossei (tussenbeenspieren) van de hand. Ze ontspringen aan weerszijden tussen de vijf middenhandsbeentjes en hechten aan op de achterzijde van de basis van de proximale vingerkootjes van vinger 2 tot 4.
De spiertjes buigen de basisgewrichten en strekken de midden- en eindgewrichten van de wijs-, middel- en ringvinger. Ook kunnen ze spreiding (abductie) van de individuele vingers veroorzaken. 
De innervatie wordt verzorgd door de nervus ulnaris (C8-Th1).